# Dicranella beyrichiana
Dicranella beyrichiana là một loài Rêu trong họ Dicranaceae. Loài này được (Hampe) Hampe mô tả khoa học đầu tiên năm 1879.